# Tannheim (Tirol)

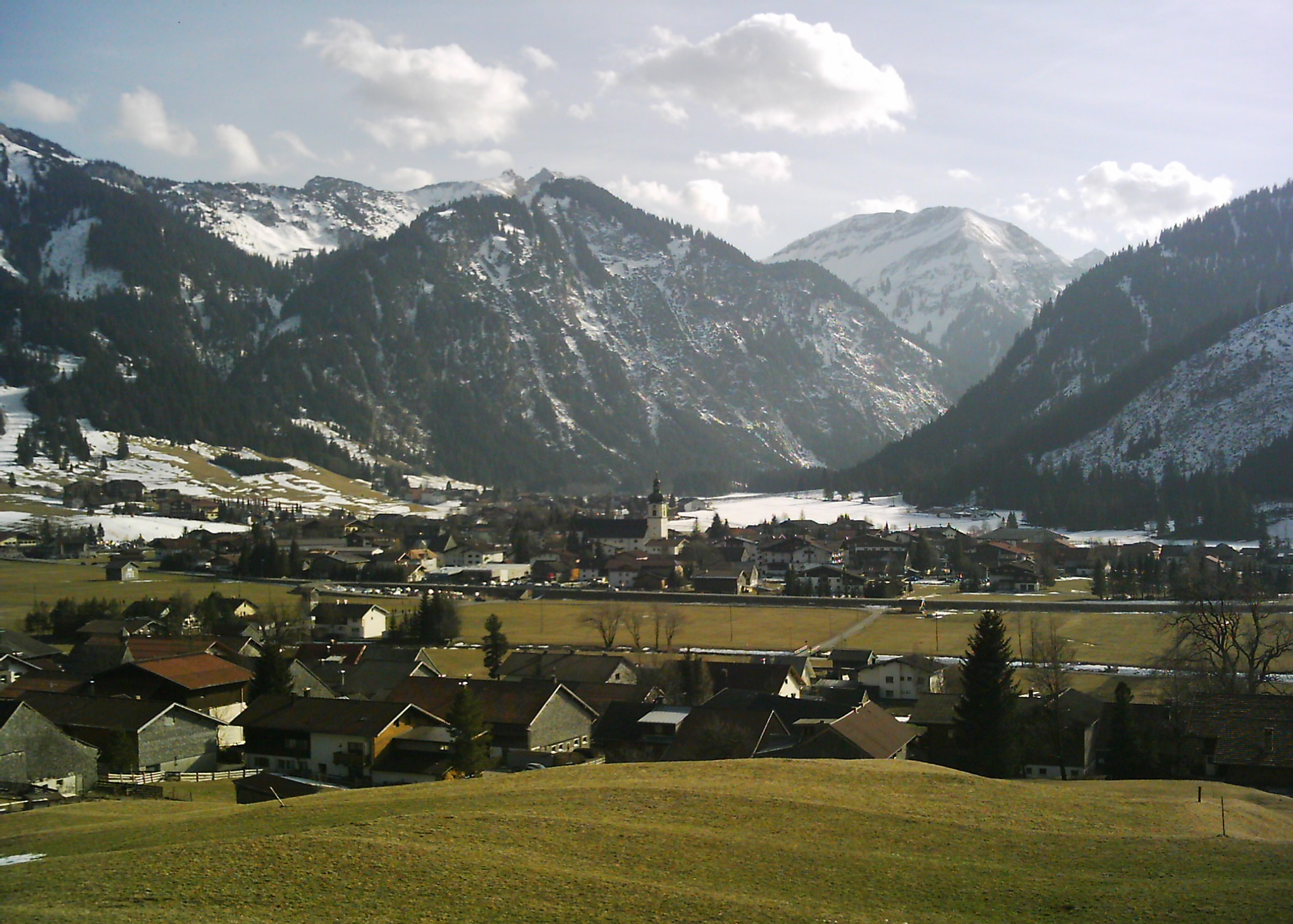
Blik op Tannheim

Tannheim is een gemeente in de Außerfern, in het district Reutte in de Oostenrijkse deelstaat Tirol. Tannheim is het belangrijkste dorp in het Tannheimer Tal. Tot de gemeente Tannheim behoren naast het gelijknamige hoofddorp ook de buurtschappen Berg, Innergschwend, Schmieden, Geist, Kienzen, Kienzerle, Untergschwend en Bogen.

## Geschiedenis
De eerste bewoners van het Tannheimer Tal kwamen vanuit de Allgäu in het westen. De parochiekerk gewijd aan de Hl. Nicolaas werd reeds in 1377 vermeld. De oorspronkelijk gotische kerkbouw werd later in barokstijl omgezet. De indeling is gebaseerd op die van de Innsbrucker Dom. Na deze kerk en de kerk in Neustift im Stubaital is het de grootste kerk van het bisdom Innsbruck.
Andere bezienswaardigheden in Tannheim zijn het Heimatmuseum Tannheimer Tal en een in 1909 opgericht monument voor Andreas Hofer.

## Toerisme
In Tannheim zijn zowel zomer- als wintertoerisme van economisch belang. In de winter wordt gebruikgemaakt van het plaatselijke skigebied. In de zomer trekt de nabijgelegen Vilsalpsee de nodige toeristen.